# Morena Strelka
Die Morena Strelka (Transkription von russisch Морена Стрелка ‚Pfeilmoräne‘) ist eine Moräne im ostantarktischen Mac-Robertson-Land. Sie liegt östlich des Mount Twigg nahe dem Lambert-Gletscher.
Russische Wissenschaftler benannten sie deskriptiv.